# Tiarapsylla
Tiarapsylla är ett släkte av loppor. Tiarapsylla ingår i familjen Stephanocircidae.
Kladogram enligt Catalogue of Life:
| Tiarapsylla | \| \| Tiarapsylla argentina \| \| \| \| \| \| Tiarapsylla bella \| \| \| \| \| \| Tiarapsylla titschacki \| \| \| \| |
|             | \| \| Tiarapsylla argentina \| \| \| \| \| \| Tiarapsylla bella \| \| \| \| \| \| Tiarapsylla titschacki \| \| \| \| |
|             | Barreropsylla |
|             | |
|             | Cleopsylla |
|             | |
|             | Coronapsylla |
|             | |
|             | Craneopsylla |
|             | |
|             | Nonnapsylla |
|             | |
|             | Plocopsylla |
|             | |
|             | Sphinctopsylla |
|             | |
|             | Stephanocircus |
|             | |
|             | Tiarapsylla argentina                                                                                                |
|             | |
|             | Tiarapsylla bella |
|             | |
|             | Tiarapsylla titschacki                                                                                               |
|             | |

|  | Tiarapsylla argentina  |
|  |                        |
|  | Tiarapsylla bella      |
|  |                        |
|  | Tiarapsylla titschacki |
|  |                        |